# Rincón de Agua Caliente Grande
Rincón de Agua Caliente Grande är en ort i Mexiko.   Den ligger i kommunen Choix och delstaten Sinaloa, i den västra delen av landet, 1 200 km nordväst om huvudstaden Mexico City. Rincón de Agua Caliente Grande ligger 230 meter över havet och antalet invånare är 257.
Terrängen runt Rincón de Agua Caliente Grande är kuperad åt sydost, men åt nordväst är den platt. Runt Rincón de Agua Caliente Grande är det ganska glesbefolkat, med 23 invånare per kvadratkilometer. Närmaste större samhälle är Agua Caliente Grande, 3,7 km nordost om Rincón de Agua Caliente Grande. I omgivningarna runt Rincón de Agua Caliente Grande växer huvudsakligen savannskog.